# Quattro giorni del Palio di Siena
Gli appuntamenti che segnano i quattro giorni della Festa, sia quelli relativi alla gara che quelli civici e religiosi, seguono un calendario preciso. Il Palio dura quattro giorni; per il Palio di Provenzano di luglio, gli appuntamenti iniziano il 29 giugno, proseguono il 30 giugno ed il 1º luglio, fino ad arrivare alla "carriera" del 2 luglio. Analogamente, per il Palio dell'Assunta si parte dal 13 agosto fino ad arrivare alla corsa del 16 agosto. Il 25 maggio 2011 il sindaco Franco Ceccuzzi ha emesso un'ordinanza che prevede lo svolgimento di prove regolamentate (o di addestramento) il 27 giugno e il 28 giugno (dalle ore 5.30 alle ore 7.30), "allungando" di fatto i tempi palieschi di due giorni.

## Primo giorno: 29 giugno o 13 agosto
(Stefano Bisi, Corriere di Siena - 1998)

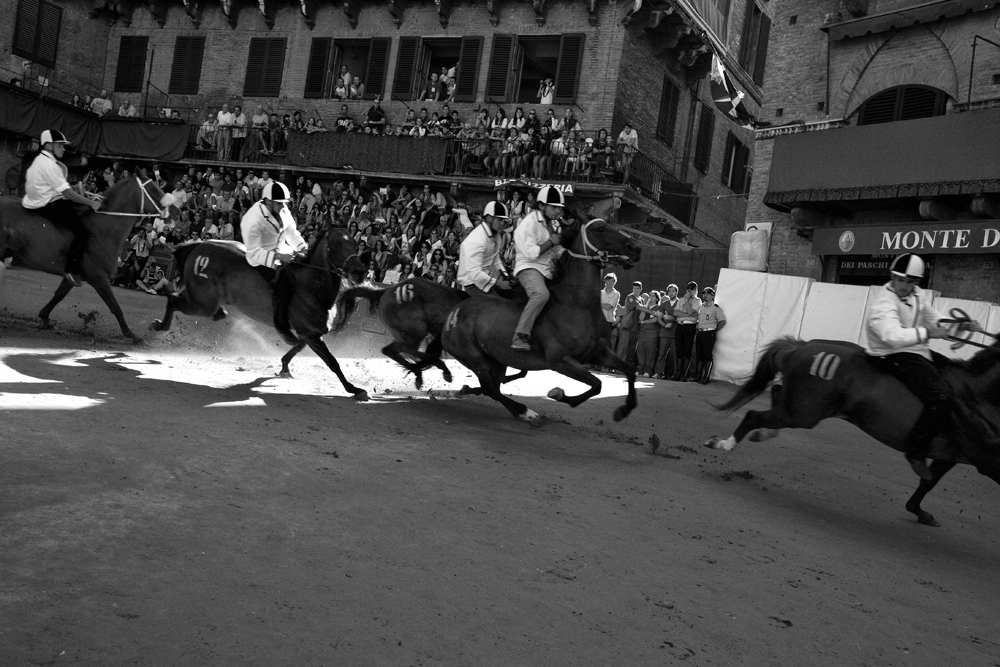
Una delle batterie di selezione del Palio dell'Assunta 2011. Fino alla prima prova i fantini vestono i colori del Comune di Siena, ossia di bianco e nero, a simboleggiare che ancora corrono "al servizio" di quest'ultimo e non di una specifica contrada

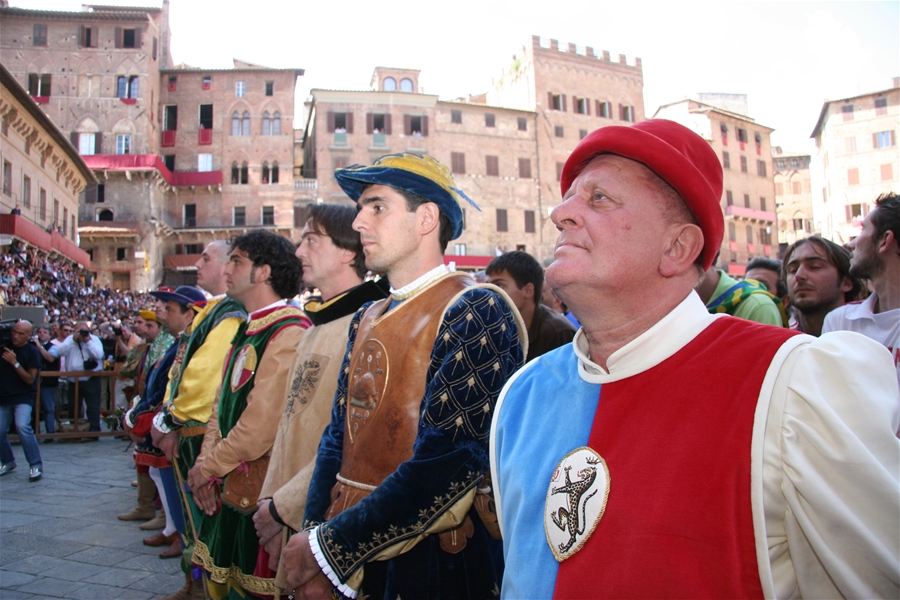
I figuranti delle contrade attendono di sapere quale cavallo toccherà loro in sorte

La mattina presto (del 29 giugno o del 13 agosto) intorno alle 7 avviene, presso il Comune, la presentazione dei cavalli che partecipano alle batterie di selezione: eccetto alcuni elementi con già una buona esperienza di Piazza e già ammessi alla tratta; essi sono i cavalli selezionati il mattino del giorno precedente alle Prove regolamentate. Esse sono delle prove non ufficiali chiamate comunemente prove di notte, perché fino a qualche anno fa disputate senza alcuna regola la notte, quando la Piazza era sgombra; rappresentano un'occasione in più per farsi notare dai Capitani delle contrade e prendere confidenza con la pista.
Intorno alle 9 inizia la cosiddetta tratta. È l'operazione con cui vengono abbinati i cavalli alle dieci Contrade che partecipano al Palio. I cavalli idonei selezionati dalle visite dei veterinari e dalle prove di notte, vengono raggruppati in batterie di sei/otto e provati per tre giri intorno alla Piazza per verificare la loro adattabilità alla pista. Terminate le batterie i Capitani, alla presenza del Sindaco, si riuniscono per scegliere i dieci soggetti.
Dopo mezzogiorno su un palco allestito davanti al Palazzo Pubblico si svolgono le operazioni di sorteggio che abbinano ogni cavallo ad ognuna delle Contrade che prendono parte al Palio. Ad ogni assegnazione, il barbaresco prende in consegna il cavallo avuto in sorte (che da quel momento non può più essere cambiato o altrimenti la rispettiva Contrada non potrà prendere parte al Palio) e lo conduce alla stalla, accompagnato dai contradaioli.
In serata si svolge la prima delle sei prove che precedono il Palio. Attraverso queste corse si verifica sia la condizione del cavallo che quella del fantino. Per ogni prova il cavallo è accompagnato "all'entrone" (ingresso del Palazzo Pubblico) dalla stalla della Contrada da un folto gruppo di contradaioli, che spesso intona i canti tradizionali. Per vedere le prove occorre prender posto in piazza o su un palco prima che sia fatto "pulito", cioè sia stata sgomberata la pista dalle forze di Polizia. Ogni contrada sceglie un fantino (la "monta") che può cambiare a suo piacimento fino al mattino del Palio. I cavalli entrano al canape nell'ordine nel quale le Contrade entreranno in Piazza la sera del Palio per il Corteo. Aggiudicarsi una prova è ininfluente ai fini della vittoria del Palio: la tendenza è anzi quella di risparmiare al massimo le energie degli animali per la sera della corsa, limitandosi a "provare" i punti più difficili della pista.

## Secondo giorno: 30 giugno o 14 agosto

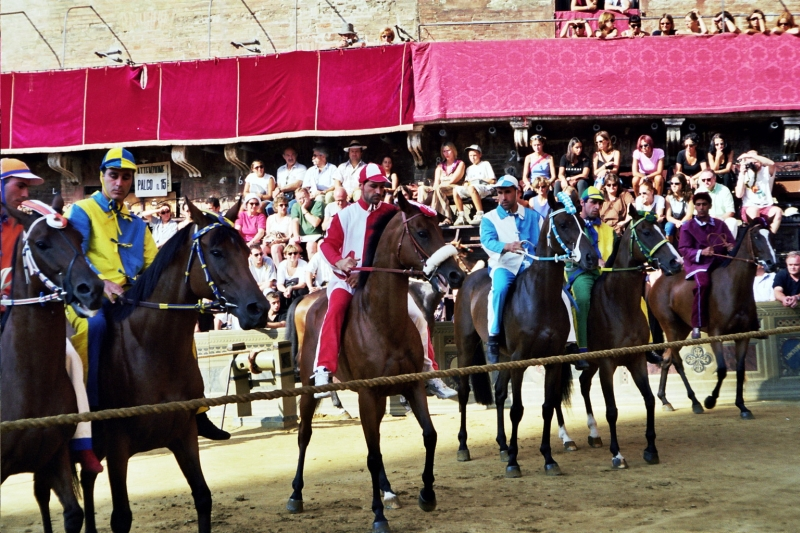
La partenza di una prova. Si riconoscono, da sin.: Dè, Il Bufera, Trecciolino, Clemente, Il Pesse, Massimino

A partire dalle nove del giorno successivo (30 giugno e 14 agosto) si svolge la seconda prova, con ingresso al canape nell'ordine inverso della sera precedente. In serata si svolge la terza, con ingresso al canape secondo l'ordine di estrazione avvenuto nell'assegnazione dei cavalli.
In agosto si tiene inoltre la processione dei ceri e dei censi in cui Comune, Contrade e parrocchie senesi offrono alla Madonna Assunta dei ceri votivi. In Duomo viene altresì recato il Drappellone affinché sia benedetto (a luglio esso viene invece portato nella Chiesa di Santa Maria di Provenzano).

## Terzo giorno: 1º luglio o 15 agosto
In mattinata (ore 9) si corre la quarta prova (ingresso al canape nell'ordine inverso della sera precedente). La sera si svolge la quinta, detta Prova Generale (ingresso fra i canapi secondo il numero che i cavalli avevano all'orecchio all'atto del sorteggio): un primo scoppio del mortaretto alle 18.45 (agosto 18.30) avvisa dell'inizio dello sgombero (alle 19.15; agosto 19.00), cui segue l'uscita dei cavalli dal Cortile del Podestà alle 19.45 (agosto 19.30)
La Prova Generale è preceduta dalla prova della carica dei Carabinieri a cavallo, che un drappello di Carabinieri del 4º Reggimento a cavallo di Roma effettuerà il giorno successivo, poco prima che il Corteo storico entri in Piazza.
Nelle contrade che corrono si tiene poi la Cena della Prova Generale, in cui centinaia di persone tra dirigenti, contradaioli, ospiti e anche turisti si riuniscono attorno ai tavoli predisposti nella più capiente strada o piazza della Contrada. Al tavolo d'onore con i maggiorenti della Contrada è il fantino. La cena è caratterizzata da canti, discorsi ed auspici per il successo della propria Contrada. Al termine il Capitano e i "Mangin" (ovvero, i 2 "Tenenti" di ciascuna contrada, bracci destri del Capitano di Contrada) si recano a trovare i dirigenti delle Contrade amiche ed alleate per stringere accordi a favorire la propria vittoria o quella della Contrada amica od ostacolare quella dell'avversaria.

## Quarto giorno: 2 luglio o 16 agosto
La mattina della corsa (ore 7.45) si tiene una celebrazione eucaristica alla Cappella esterna del Palazzo Comunale presieduta dall'Arcivescovo di Siena alla presenza dei Capitani e dei fantini delle Contrade partecipanti al Palio (la cosiddetta Messa del Fantino).
Poco dopo, alle 9, si corre la Provaccia, così chiamata a causa dello scarso impegno che viene richiesto dai fantini ai cavalli per disputarla. Dopo questa prova, Capitani e fantini si riuniscono in Comune per l'iscrizione del fantino e la presentazione del giubbetto che indosserà in corsa, e da quel momento anche il fantino non può essere più cambiato. 
Nelle prime ore del pomeriggio (ore 15:30 in luglio; 15:00 in agosto) contradaioli e turisti presenziano alla benedizione del cavallo e del fantino. Dopo la vestizione della comparsa infatti, nelle Contrade partecipanti alla corsa, ha luogo il rito della benedizione del cavallo e del fantino nel rispettivo oratorio, durante il quale il sacerdote (detto "correttore") conclude il rito con un augurio imperioso: Vai e torna vincitore!.
Alle 16:30 (in agosto alle 15:50) prende quindi il via il Corteo storico dal Palazzo del Governo in piazza del Duomo, per raggiungere piazza del Campo. Alle 19:30 del 2 luglio, o alle 19:00 del 16 agosto, il drappellone viene issato sul Palco dei Giudici mentre si effettua la sbandierata finale dei diciassette alfieri. Subito dopo ha inizio la corsa.

## Galleria d'immagini

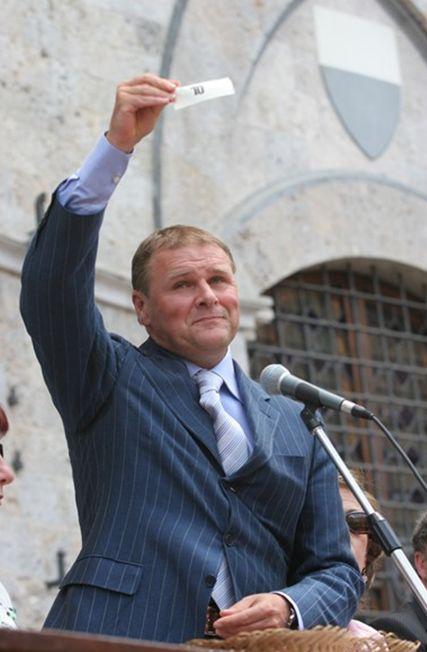
L'ex sindaco di Siena, Maurizio Cenni, in un momento della tratta
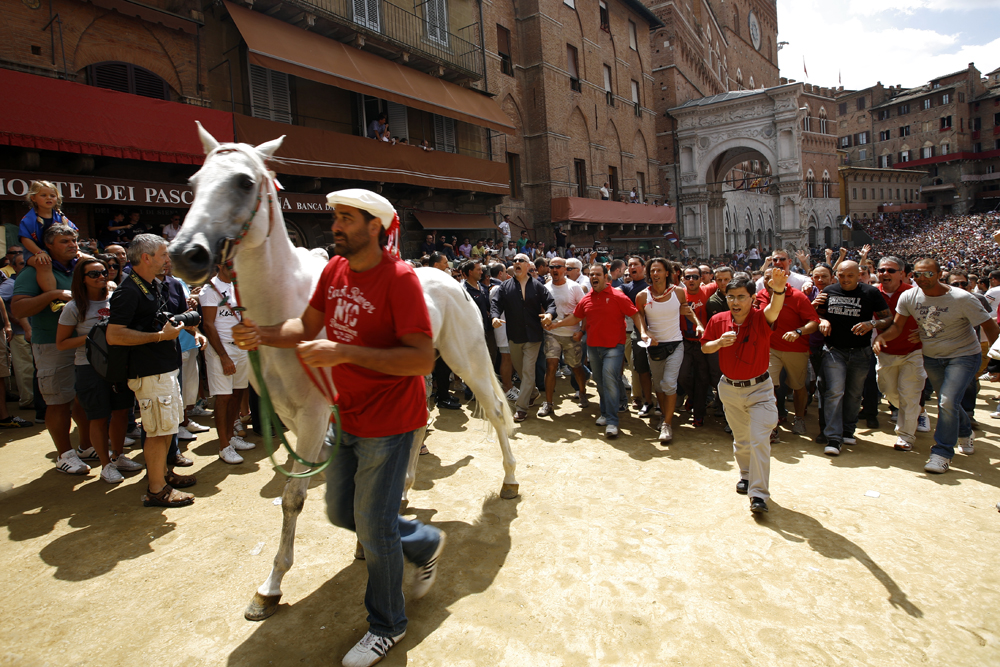
13 agosto 2011, il popolo della Contrada della Giraffa festante: si è aggiudicato un "bombolone", un cavallo fortissimo, ossia Fedora Saura, che infatti vincerà quel Palio
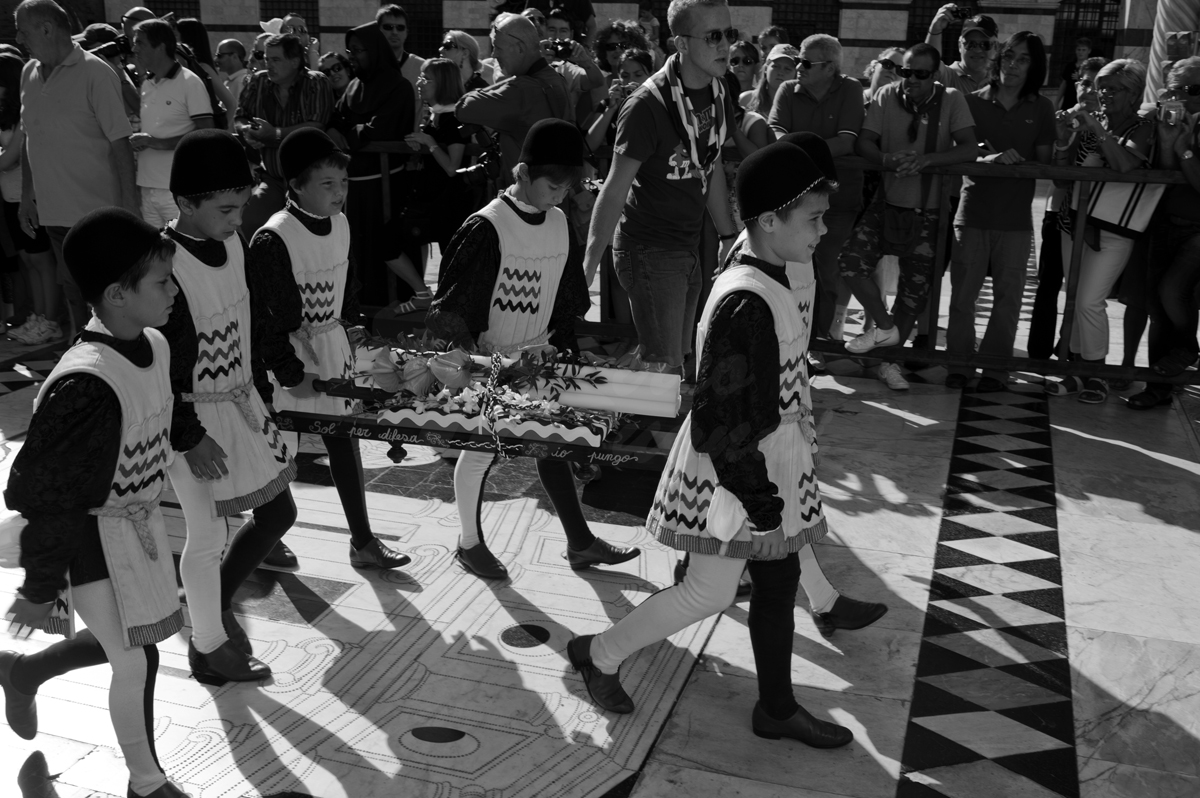
Un momento della processione agostana detta dei Ceri e dei Censi
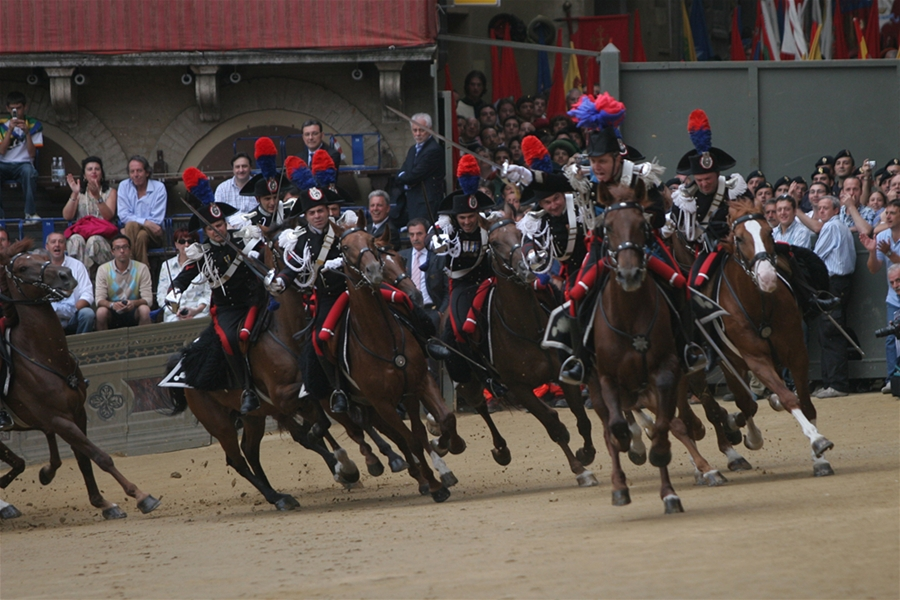
La Carica dei Carabinieri
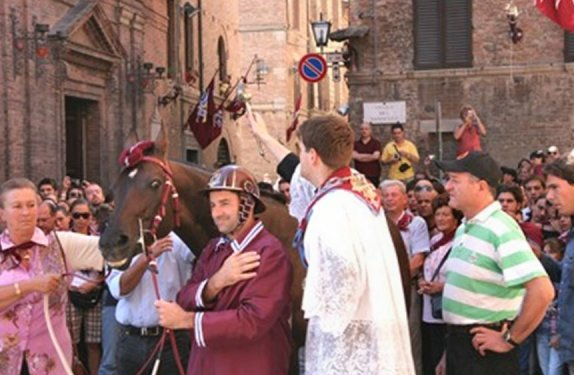
16 agosto 2005: la benedizione di Berio e del fantino Trecciolino davanti all'oratorio della Contrada della Torre, che avrebbe poi vinto quel Palio.
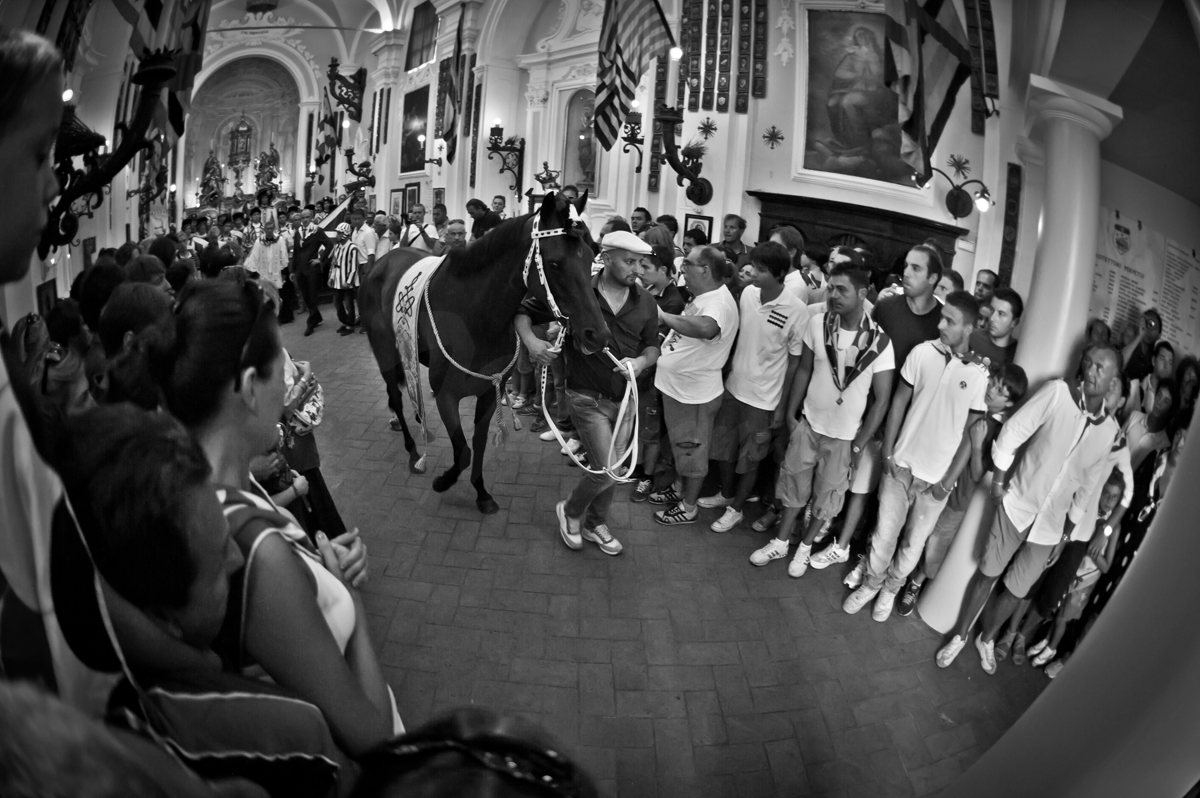
16 agosto 2011: il cavallo Marrocula esce dalla Chiesa della Contrada dell'Istrice dopo la benedizione.
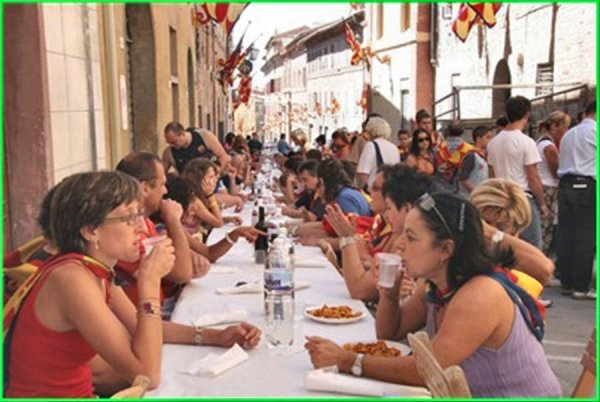
Un banchetto nella Contrada della Chiocciola